# Saison 1982-1983 de la Jeunesse électronique de Tizi Ouzou
Maillots
Dernière mise à jour : 1 avril 2017.
Chronologie
Saison précédente Saison suivante
La saison 1982-1983 de la JE Tizi-Ouzou est la 15e saison du club consécutive en première division algérienne. L'équipe s'engage en Division 1, et en Coupe d'Algérie.

## Matchs officiels

### Phase Aller
| Dates             | Journées    | Adversaires    | Lieux des rencontres                    | Scores | Buts JSK                         | Affluence         | Arbitres  |
| ----------------- | ----------- | -------------- | --------------------------------------- | ------ | -------------------------------- | ----------------- | --------- |
| 17 septembre 1982 | 1re journée | GC Mascara     | Stade du 1er-Novembre-1954 (Tizi Ouzou) | 2-1    | Bahbouh 16e, Fergani 21e         | 15,000            | Ghotari   |
| 24 septembre 1982 | 2e journée  | WKF Collo      | Stade Amar Bendjemâa (Collo)            | 2-1    | Aouis 48e                        | 9000 spectateurs  | Abdellali |
| 1er octobre 1982  | 3e journée  | MP Alger       | Stade du 1er-Novembre-1954 (Tizi Ouzou) | 2-1    | K Abdesselem 15e, Belahcene 66e  | 25,000            | Hansal    |
| 8 octobre 1982    | 4e journée  | ASC Oran       | Stade 19 juin 1965 (Oran)               | 0-0    | /                                | 14,473            | Gachi     |
| 15 octobre 1982   | 5e journée  | ESM Guelma     | Stade du 1er-Novembre-1954 (Tizi Ouzou) | 2-0    | Baris ?, ? ?                     | 15000 spectateurs | ???       |
| 29 octobre 1982   | 6e journée  | CM Belcourt    | Stade du 20-Août-1955 (Alger)           | 2-3    | K Abdesselem 47e 50e, Larbes 70e | 20000 spectateurs | ???       |
| 5 novembre 1982   | 7e journée  | ISM Aïn Beïda  | Stade du 1er-Novembre-1954 (Tizi Ouzou) | 3-1    | Baris ?, ? ?, ? ?                | 10000 spectateurs | ???       |
| 12 novembre 1982  | 8e journée  | USM El Harrach | Stade du 1er-Novembre-1954 (El Harrach) | 0-1    | Bahbouh 41e                      | 24,638            | Hansal    |
| 26 novembre 1982  | 9e journée  | WO Boufarik    | Stade Mohamed-Reggaz (Boufarik)         | 0-0    | /                                | 5000 spectateurs  | Mimoun    |
| 3 décembre 1982   | 10e journée | RS Kouba       | Stade du 1er-Novembre-1954 (Tizi Ouzou) | 1-0    | Bahbouh 43e                      | 18,000            | Bouraga   |
| 10 décembre 1982  | 11e journée | USK Alger      | Stade Omar-Hamadi (Alger)               | 1-1    | Bahbouh 57e                      | 15,000            | Lacarne   |
| 24 décembre 1982  | 12e journée | MP Oran        | Stade du 1er-Novembre-1954 (Tizi Ouzou) | 2-0    | Aouis ?, Baris ?                 | 20000 spectateurs | ???       |
| 31 décembre 1982  | 13e journée | EP Sétif       | Stade du 8-Mai-1945 (Sétif)             | 0-1    | Aouis 75e                        | 20000 spectateurs | Bounaga   |
| 7 janvier 1983    | 14e journée | MA Hussein Dey | Stade du 1er-Novembre-1954 (Tizi Ouzou) | 2-1    | Baris 34e, Menad 86e             | 4,000             | Roumani   |
| 21 janvier 1983   | 15e journée | ESM Bel-Abbès  | Stade 24-Février-1956 (Sidi-Bel-Abbès)  | 1-1    | K Abdesselem 75e                 | 30000 spectateurs | Bounaga   |

- aller : 10 victoires, 4 nuls, 1 défaite, 22 buts inscrits, 10 buts encaissés - 39 points en 15 matches.

### Phase Retour
| Dates           | Journées    | Adversaires    | Lieux des rencontres                    | Scores | Buts JSK                              | Affluence         | Arbitres   |
| --------------- | ----------- | -------------- | --------------------------------------- | ------ | ------------------------------------- | ----------------- | ---------- |
| 28 janvier 1983 | 16e journée | GC Mascara     | Stade Aouad Meflah (Mascara)            | 0-1    | Fergani 42e                           | 12,000            | Sayah      |
| 11 février 1983 | 17e journée | WKF Collo      | Stade du 1er-Novembre-1954 (Tizi Ouzou) | 2-1    | Aouis 15e, Baris 77e                  | 10,000            | Tighilt    |
| 18 février 1983 | 18e journée | MP Alger       | Stade du 5-Juillet-1962 (Alger)         | 1-0    | /                                     | 33,811            | Lacarne    |
| 18 mars 1983    | 20e journée | ESM Guelma     | Stade Ali Abda (Guelma)                 | 3-1    | Baris 46e, Fergani 47e, Belahcene 69e | 6000 spectateurs  | Othmane    |
| 15 avril 1983   | 23e journée | USM El Harrach | Stade du 1er-Novembre-1954 (Tizi Ouzou) | 3-0    | Menad 36e, Baris 71e, Fergani 78e     | 15,000            | Ghotari    |
| 18 avril 1983   | 19e journée | ASC Oran       | Stade du 1er-Novembre-1954 (Tizi Ouzou) | 3-0    | Baris ?, Bahbouh ?, Fergani ?         | 10000 spectateurs | ???        |
| 22 avril 1983   | 24e journée | WO Boufarik    | Stade du 1er-Novembre-1954 (Tizi Ouzou) | 2-1    | Aouis 50e 85e                         | 18,000            | Bendjahene |
| 25 avril 1983   | 21e journée | CM Belcourt    | Stade du 1er-Novembre-1954 (Tizi Ouzou) | 0-0    |                                       | 20,000            | Roumani    |
| 29 avril 1983   | 25e journée | RS Kouba       | Stade Mohamed-Benhaddad (Kouba)         | 0-2    | K Abdesselem 35e, Menad 70e           | 5,698             | Kouras     |
| 27 mai 1983     | 26e journée | USK Alger      | Stade du 1er-Novembre-1954 (Tizi Ouzou) | 0-1    | /                                     | 15000 spectateurs | ???        |
| 31 mai 1983     | 22e journée | ISM Aïn Beïda  | Stade du 24 avril (Aïn Béïda)           | 2-1    | ???                                   | 10000 spectateurs | ???        |
| 3 juin 1983     | 27e journée | MP Oran        | Stade 19 juin 1965 (Oran)               | 0-0    | /                                     | 7,045             | Mimoun     |
| 10 juin 1983    | 28e journée | EP Sétif       | Stade du 1er-Novembre-1954 (Tizi Ouzou) | 1-2    | ???                                   | 25000 spectateurs | ???        |
| 13 juin 1983    | 29e journée | MA Hussein Dey | Stade des Frères-Zioui (Hussein-Dey)    | 2-0    | /                                     | 5000 spectateurs  | ???        |
| 17 juin 1983    | 30e journée | ESM Bel-Abbès  | Stade du 1er-Novembre-1954 (Tizi Ouzou) | 1-1    | ???                                   | 20000 spectateurs | ???        |

- retour : 7 victoires, 3 nuls, 5 défaites, 19 buts inscrits, 12 buts encaissés - 32 points en 15 matchs.

### Classement final
Le classement est établi sur le barème de points suivant : une victoire vaut 3 points, un match nul 2 points et une défaite 1 point.
| Rang | Équipe          | Pts | J  | G  | N  | P  | Bp | Bc | Diff |
| ---- | --------------- | --- | -- | -- | -- | -- | -- | -- | ---- |
| 1    | JE Tizi-Ouzou T | 71  | 30 | 17 | 7  | 6  | 41 | 22 | +19  |
| 2    | EP Sétif        | 68  | 30 | 14 | 10 | 6  | 40 | 19 | +21  |
| 3    | ESM Bel-Abbès   | 62  | 30 | 9  | 14 | 7  | 22 | 32 | -10  |
| 4    | MP Alger C      | 60  | 30 | 10 | 10 | 10 | 35 | 33 | +2   |
| 5    | MP Oran         | 59  | 30 | 9  | 12 | 9  | 29 | 26 | +3   |
| 6    | USM El Harrach  | 59  | 30 | 9  | 12 | 9  | 25 | 25 | 0    |
| 7    | CM Belcourt     | 59  | 30 | 8  | 13 | 9  | 23 | 26 | -3   |
| 8    | ESM Guelma P    | 59  | 30 | 10 | 9  | 11 | 30 | 38 | -8   |
| 9    | ASC Oran        | 58  | 30 | 8  | 13 | 9  | 27 | 25 | +2   |
| 10   | MA Hussein Dey  | 58  | 30 | 11 | 8  | 11 | 32 | 31 | +1   |
| 11   | WKF Collo       | 58  | 30 | 7  | 14 | 9  | 27 | 26 | +1   |
| 12   | GCR Mascara     | 58  | 30 | 11 | 6  | 13 | 29 | 32 | -3   |
| 13   | WO Boufarik P   | 58  | 30 | 11 | 6  | 13 | 31 | 38 | -7   |
| 14   | RS Kouba        | 57  | 30 | 10 | 7  | 13 | 30 | 34 | -4   |
| 15   | ISM Aïn Béïda   | 57  | 30 | 10 | 7  | 13 | 25 | 33 | -8   |
| 16   | USK Alger       | 56  | 30 | 8  | 10 | 12 | 21 | 31 | -10  |

Résultat
- Qualifié pour la Coupe des clubs champions 1984
- Qualifié pour la Coupe des coupes 1984

Relégation
- Relégation en Nationale II

Abréviations
T : Tenant du titre

C : Vainqueur de la Coupe d'Algérie 1982-1983

P : Promus de Nationale II

## Coupe d'Algérie
| Dates          | Tour            | Adversaires | Lieux des rencontres    | Scores | Buts JSK                 | Spectateurs      | Arbitres |
| -------------- | --------------- | ----------- | ----------------------- | ------ | ------------------------ | ---------------- | -------- |
| 4 février 1983 | 1/16e de finale | JSM Tébessa | Stade du 8-Mai-1945     | 0-1    | Barris                   | 5000 spectateurs | ???      |
| 3 mars 1983    | 1/8e de finale  | MP Alger    | Stade du 5-Juillet-1962 | 2-3    | Belahcene 55e, Baris 60e | 80,000           | Hansal   |

## Coupe arabe des clubs champions
| Dates           | Tour | Adversaires        | Lieux des rencontres | Score   | Buteurs                                                   | Spectateurs | Arbitres               |
| --------------- | ---- | ------------------ | -------------------- | ------- | --------------------------------------------------------- | ----------- | ---------------------- |
| 3 avril 1983    | 1er  | ES Tunis , Tunisie | Tunis                | 1 - 2   | Djamel Menad 69e, Kamel Aouis 79e /Tarek Dhiab 85e (pen.) | 6000        | Mejidi Arabie saoudite |
| 7 décembre 1983 | 2e   | KACKénitra , Maroc | Tripoli              | Forfait | -                                                         | -           | -                      |

### Détail des résultats
| Entraîneur :     |
| Mehdjoub Tunisie |

| Entraîneur :                      |
| Khalef Algérie et Ziwotko Pologne |

| Entraîneur :     |
| Mehdjoub Tunisie |

| Entraîneur :                      |
| Khalef Algérie et Ziwotko Pologne |

- 7 décembre 1983 ; mal informée des dates de son 2e  match face au kac kenitra  Maroc la JETizi Ouzou  Algérie a été déclarée, à la surprise générale, battue par forfait. Malgré les appels de la JETizi Ouzou et la FAF auprès de l'Union arabe de Football, cette dernière maintient sa décision et la JET  se retrouve par conséquent éliminée [3].

- le match été reprogrammé une autre fois par l'union arabe de football cette fois en Libye avec la présence des arbitres de la rencontre et le club marocain, la JET elle été absente selon la revue libanaise  Liban Al Watan Al Riyadi du mois de janvier 1984.

## Coupe d'Afrique des clubs champions
| Dates        | Tour                 | Adversaires | Lieux des rencontres                    | Scores | Buts JSK                      | Spectateurs | Arbitres           |
| ------------ | -------------------- | ----------- | --------------------------------------- | ------ | ----------------------------- | ----------- | ------------------ |
| 11 mars 1983 | 1/16 de finale aller | Al Ahly SC  | Stade du 11 Juin (Tripoli)              | 0-1    | Fergani 57e                   | 20,000      | Benaceur (Tunisie) |
| 25 mars 1983 | Premier tour retour  | Al Ahly SC  | Stade du 1er-Novembre-1954 (Tizi Ouzou) | 2-0    | Baris 60e (pen.), Fergani 76e | 20,000      | Hadjane (Maroc)    |
| 6 mai 1983   | 1/8 de finale aller  | ASC Diaraf  | Stade du 1er-Novembre-1954 (Tizi Ouzou) | 0-1    | /                             | 35,000      | Jouini (Tunisie)   |
| 22 mai 1983  | Deuxième tour retour | ASC Diaraf  | Stade Demba-Diop (Dakar)                | 0-0    | /                             | 20,000      | ???                |

## Buteurs
| Joueurs          | Championnat | Coupe d'Algérie | Coupe d'Afrique des clubs champions | Total |
| ---------------- | ----------- | --------------- | ----------------------------------- | ----- |
| Rachid Baris     | 9           | 2               | 1                                   | 12    |
| Lyes Bahbouh     | 7           | 0               | 0                                   | 7     |
| Ali Fergani      | 5           | 0               | 2                                   | 7     |
| Djamel Menad     | 6           | 0               | 0 +1(coupe arabe)                   | 7     |
| Kamel Aouis      | 6           | 0               | 0 (+1) coupe arabe                  | 7     |
| Kamel Abdesselam | 4           | 0               | 0                                   | 4     |
| Ali Belahcène    | 1           | 1               | 0                                   | 2     |
| Salah Larbès     | 1           | 0               | 0                                   | 1     |
| inconnus         | 2           |                 |                                     |       |
| Total            | 41          | 3               | 5                                   | 49    |